# Jan Koźmian
Jan Koźmian (ur. 27 grudnia 1814 we Wronowie, zm. 20 września 1877 w Wenecji) – polski ksiądz katolicki, publicysta i działacz społeczny.

## Życiorys
Urodził się w zamożnej ziemiańskiej rodzinie. Do szkoły chodził w Lublinie, a w Warszawie do liceum, gdzie w 1830 r. zdał maturę. W czasie powstania listopadowego był podoficerem artylerii. Po upadku powstania wyjechał do Francji. W Tuluzie ukończył studia prawnicze (1832–1838). Osiadłszy w Paryżu, podtrzymywał kontakty z Mickiewiczem, Goszczyńskim i Zaleskim. Był jednym ze współwydawców pisma Hotelu Lambert Trzeci Maj. współpracował z francuskimi działaczami katolickimi (de Montalembert, Veuillot).
Po samobójstwie żony (1853) rozpoczął (1857) studia teologiczne w Rzymie. Święcenia kapłańskie uzyskał w 1860, po czym został proboszczem w Krzywiniu. W 1870 już jako kanonik poznański towarzyszył arcybiskupowi w misji do pruskiej kwatery w Wersalu.
Zamieszany w rzekome przygotowania zamachu na Ottona von Bismarcka, aresztowany. Po wyjściu z więzienia, kierował ultramontańskim „Kuryerem Poznańskim”. Zmarł w Wenecji, 20 września 1877 wracając z Rzymu do Polski. O jego śmierci donosił nawet londyński „The Times”. Pochowany 29 września 1877 w archikatedrze w Poznaniu, w jednej z kaplic (pomnik autorstwa Oskara Sosnowskiego).
Był jednym z ojców polskiego pozytywizmu i wynalazcą terminu: praca organiczna.

## Życie prywatne
Jego bratem był Stanisław Egbert Koźmian, siostrą Zofia Przewłocka, teściem gen. Dezydery Chłapowski, a stryjem Kajetan Koźmian.

## Prace
- Stan rzeczy w Wielkim Księstwie Poznańskim, 1847
- Rzeczy włoskie, 1848
- Dwa bałwochwalstwa w Polsce niebezpieczne, 1849
- Przeznaczenia Francyi, 1849
- Nowy Rok, 1850
- Pisma, 3 tomy, Poznań 1881.